# سی‌بل سیلی
سی‌بل سیلی (انگلیسی: Sybil Seely؛ ‏ ۲ ژانویهٔ ۱۹۰۲ – ۲۶ ژوئن ۱۹۸۴) بازیگر فیلم‌های صامت اهل ایالات متحده آمریکا بود. او با باستر کیتون همکاری نزدیکی داشت و در فیلم‌های وی با نام هنری «سی‌بی تراویا» ظاهر شد.
از فیلم‌هایی که وی در آن نقش داشته است، می‌توان به زندانی ۱۳، شمال یخ‌زده، قایق، سالومه در برابر شنندوا، پائین مزرعه، مترسک، یک هفته، عشق، شرافت و سلوک و همسایه‌ها اشاره کرد.
وی در سال ۱۹۲۰ با فیلمنامه نویس جولز فورتمن ازدواج کرد و در سال ۱۹۲۱ پسر آنها جولز جونیور زاده شد. سیلی در سال ۱۹۲۲، از حرفه بازیگری خود را بازنشسته کرد.